# K-Pet Süper Lig 2015/16
Die K-Pet Süper Lig 2015/16 war die 56. Saison der höchsten zyperntürkischen Spielklasse im Männerfußball. Sie begann am 29. September 2015 und endete am 30. April 2016.
Titelverteidiger war Yenicami Ağdelen.

## Mannschaften
| Verein                  | Stadt         | Stadion                             | Kapazität |
| ----------------------- | ------------- | ----------------------------------- | --------- |
| Binatlı Yılmaz SK       | Güzelyurt     | Zafer Stadı                         | 07.000    |
| Bostancı Bağcıl SK      | Bostancı      | Yakup Özorun Stadı                  | 0800      |
| Çetinkaya TSK           | Nord-Nikosia  | Atatürk-Stadion Lefkoşa             | 028.000   |
| Cihangir GSK            | Cihangir      | Cihangir Stadion                    | 01.000    |
| Değirmenlik SK          | Değirmenlik   | Sadık Cemil Stadı                   | 0         |
| Doğan Türk Birliği SK   | Girne         | Girne 20 Temmuz Stadı               | 10.000    |
| Küçük Kaymaklı TSK      | Nord-Nikosia  | Lefkoşa Şehit Hüseyin Ruso Stadyumu | 02.000    |
| Larnaka Gençler Birliği | İskele        | İskele Cumhuriyet Stadyumu          | 0         |
| Lefke TSK               | Lefke         | Lefke 16 Ağustos Stadı              | 0         |
| Mağusa Türk Gücü        | Gazimağusa    | Dr. Fazıl Küçük Stadion             | 05.000    |
| Mormenekşe GB           | Beyarmudu     | Mustafa Taner Stadı                 | 07.000    |
| Türk Ocağı Limasol      | Girne         | Girne 20 Temmuz Stadı               | 010.000   |
| Yeni Boğaziçi DSK       | Yeni Boğaziçi | Osman Mehmet Ergün Stadı            | 0         |
| Yenicami Ağdelen        | Nord-Nikosia  | Atatürk-Stadion Lefkoşa             | 028.000   |

## Abschlusstabelle
| Pl. | Verein                  | Sp. | S  | U  | N  | Tore    | Diff. | Punkte |
| --- | ----------------------- | --- | -- | -- | -- | ------- | ----- | ------ |
| 1.  | Mağusa Türk Gücü        | 26  | 15 | 5  | 6  | 052:330 | +19   | 50     |
| 2.  | Çetinkaya TSK           | 26  | 13 | 10 | 3  | 062:350 | +27   | 49     |
| 3.  | Binatlı Yılmaz SK (N)   | 26  | 13 | 7  | 6  | 053:370 | +16   | 46     |
| 4.  | Larnaka Gençler Birliği | 26  | 13 | 6  | 7  | 051:340 | +17   | 45     |
| 5.  | Lefke TSK               | 26  | 11 | 7  | 8  | 043:340 | +9    | 40     |
| 6.  | Yenicami Ağdelen (M,C)  | 26  | 10 | 9  | 7  | 045:370 | +8    | 39     |
| 7.  | Küçük Kaymaklı TSK      | 26  | 11 | 6  | 9  | 041:360 | +5    | 39     |
| 8.  | Türk Ocağı Limasol (N)  | 26  | 10 | 8  | 8  | 044:360 | +8    | 38     |
| 9.  | Doğan Türk Birliği SK   | 26  | 9  | 7  | 10 | 056:510 | +5    | 34     |
| 10. | Cihangir GSK            | 26  | 10 | 4  | 12 | 045:460 | −1    | 34     |
| 11. | Değirmenlik SK (N)      | 26  | 7  | 5  | 14 | 039:630 | −24   | 26     |
| 12. | Mormenekşe GB           | 26  | 6  | 6  | 14 | 030:460 | −16   | 24     |
| 13. | Yeni Boğaziçi DSK       | 26  | 4  | 7  | 15 | 033:670 | −34   | 19     |
| 14. | Bostancı Bağcıl SK      | 26  | 2  | 9  | 15 | 018:570 | −39   | 15     |

| (M) | amtierender Meister              |
| (C) | amtierender Pokalsieger          |
| (N) | Neuaufsteiger der letzten Saison |